# Eduardo Comín Colomer
Eduardo Comín Colomer (Zaragoza, 1908-Madrid, 25 de enero de 1975) fue un policía, escritor y periodista español que publicó diversos trabajos sobre la masonería y el comunismo. Además de su nombre real, usó los pseudónimos «Eduardo del Moncayo» y «Edmundo Catalán».

## Biografía
Nacido en 1908 en Zaragoza, fue policía y llegó a ostentar el cargo de director de la Escuela General de Policía. Mantuvo amistad con el también escritor Mauricio Carlavilla. Existe un fondo de libros de su colección sobre la guerra civil española y la masonería que lleva su nombre en la Biblioteca Nacional de España.
Considerado un «propagandista» de tesis anticomunistas y antimasónicas, su obra habría estado inscrita en el género de las teorías de conspiración. El hispanista Chris Ealham le cita, en términos peyorativos e irónicos, como uno de «los “grandes” historiadores de la época franquista», junto a Ricardo de la Cierva, y David Ruiz González le describe como un «autodidacta aficionado». En cambio, Stanley Payne encuentra sus tres volúmenes de Historia del Partido Comunista de España como una de las obras con «mejor tratamiento informativo» del PCE durante el periodo republicano. José Antonio Ferrer Benimeli, a pesar de detectar una notable «carga negativa y destructiva» en la obra de Comín Colomer, le concede valor historiográfico para el estudio de la antimasonería.
Ejerció el periodismo desde muy joven, titulándose en la Escuela Oficial de Periodismo de Madrid en 1949. Fue corresponsal, redactor y colaborador de numerosos periódicos españoles. Su pertenencia al Cuerpo General de Policía le dio acceso a numerosos informes, documentos y archivos. Tan es así que uno de los fondos documentales importantes con que cuenta la Biblioteca Nacional de España es precisamente el Fondo Comín, legado por su viuda —Julia Martín— en 1975 y formado por más de 15 000 documentos, entre libros y folletos,  relacionados en su mayoría con la Segunda República, la Guerra Civil y la masonería. Falleció en Madrid el 25 de enero de 1975 y fue enterrado en el cementerio de la Almudena.

## Obras
- La masonería en acción. ¿Cómo exterminarla?, Madrid, 1942.[16][14]
- La masonería en España. Apuntes para una interpretación masónica de la historia patria, Madrid, 1944.[16][14]
- El comunismo en Hungría. Madrid: Nos, 1946, 240 pp.
- Historia del anarquismo español 1836-1948, Madrid, s/f.[a]
- Marx y el marxismo, Publicaciones Españolas, Madrid, 1949.[21]
- Comunismo y masonería, Segovia, 1951.[14]
- Historia secreta de la segunda República, Madrid, 1954.[16][14]
- Lo que España debe a la masonería, Madrid, 1956.[16][14]
- Cinco episodios del reinado de Alfonso XIII.[22][b]
- La República en el exilio, Barcelona, 1957.[16][23]
- Crónicas sobre masonería, Madrid, 1958.[14]
- De Castilblanco a Casas Viejas, Madrid, 1959.
- Historia del Partido Comunista de España, 1965-1967.[16][24][25]
- El comisariado político en la guerra española (1936·1939), 1973.[26]
- El 5º Regimiento de Milicias Populares, Editorial San Martín, Madrid, 1973.